# Географија Бугарске
Бугарска се налази на важном прометном правцу који долином реке Марице повезује средњу Европу са Малом Азијом и Блиским истоком.
Прометно значење има и гранична река Дунав којом се извозе пољопривредне сировине, а важна је и за добијање енергије.
Рељефно је Бугарска разнолик простор. Окосницу чини Марица са својом долином (Тракија). То су обрадиве површине на којима, уз маритимне климатске утицаје са Егејског мора, успевају различите културе (дуван, памук, поврће, пиринач, винова лоза, житарице).
Јужније су стари Родопи, богати угљем и обојеним металима. Осим рударства, становништво се овде бави и шумарством и овчарством.
Северно од Марице налази се Стара планина или Балкан која је, супротно називу, младог, терцијарног постанка. У бројним заштићеним котлинама позната је производња ружа и ружиног уља које се користи у козметичкој индустрији.
Између Балкана и Дунава заравњена је Бугарска плоча. На лесним наслагама настало је плодно тло где се уз умерену климу развила разноврсна пољопривредна производња.
У већим су градовима индустријска постројења у којима ради највећи део бугарског становништва. То су Пловдив на Марици, Русе на Дунаву, Варна и Бургас на црноморској обали. Главни град Софија (1.2 мил. ст.) смештен је на прометном правцу који из средње Европе води на Блиски исток.

## Физичко-географске одлике

### Геолошки састав
Са геолошког гледишта Бугарска се може поделити на три велике области:
1. Родопска или Стара маса
2. Балкан
3. Северна или Подунавска Бугарска

Родопска маса простире се од граница са Републиком Србијом и Северном Македонијом на западу (од Власине на северу до Дојранског језера на југу) до Црног мора на истоку. Изграђена је од кристаластих шкриљаца и гранитских стена, чије се велике громаде налазе на више места, пре свега по високим планинама Пирину и Витоши. У састав Родопске масе улазе и млађе вулканске стене, посебно на Родопској планини. Границу између Родопске масе и Балкана чине котлине Карлово, Златица, Казанлук, Сливен, Стара Загора. Оне су насуте најмлађим терцијарним, односно дилувијалним и алувијалним наносима. 
Балкан се простире од границе са Србијом на западу (од Бласине до Вршке чуке) до Црног мора на истоку. Најстарији слојеви ове области изграђени су од кристаластих шкриљаца. Кристаласти шкриљци најзаступљенији су на западном крају Балканског била, до границе са Србијом. Границом се простиру од превоја Светог Николе, преко Кадибогаза, до Вратарнице на Тимоку. У њима леже громаде гранита и диорита. Други мањи изданак кристаластих шкриљаца пробија Балкан код Етропоља, док даље ка истоку нису заступљени. 
Слојеви палеозојске старости доста су заступљени по средњем Балкану. Најважнији међу њима су шкриљци у клисури Искре, северно од Софије, у којима су нађени остаци силурских животињица. Добро одређени терени на Балкану су и терени карбонске и пермске старости. Персмки терен одређен је по живописним кршевима од црвеног пешчара око Белоградчика.
Слојеви тријаске старости доста су распрострањени по западном Балкану, али се у одломцима појављују и ка истоку. Доњи и средњи чланови прилично су одређени, за разлику од горњих. По огранцима источног Балкана има слојева из доњег, средњег и горњег тријаса. 
Терена јурске старости има на више места, али увек су представљени врло малим узаним изданцима. Кредни терени заузимају највећи део Балкана, више од две трећине. Захватају његову целу северну подгорину, од Белоградчика до Црног мора. Појас кредних терена, почев од границе са Србијом, шири се ка Црном мору. Он покрива сав источни и највећи део средњег Балкана. Кредни терени подељени су на слојеве. У највишим слојевима јављају се двојаке творевине: госавске (бочатне и угљоносне) и талози из дубљег мора. Госавске творевине простиру се по области западног Балкана, а ове друге нарочито много по равној кредној плочи у Подунављу, испред средњег и западног дела Балкана, на којима је највише распрострањен флиш. 
За време еоцена море је покривало област источног Балкана и знатан део крајева старе Родопске масе. У овом мору створени су нумулитски кречњаци којих нема по западном Балкану. 
На јужној страни Балкана леже две знатне вулканске области. Прва област налази се на истоку до Црног мора, а друга по оквиру Софијске котлине. Угашени вулкани у источној области задржали су приближно своје купасте облике. Неки вулкански туфови леже међу слојевима кредног флиша, што указује на то да су вулкани почели да раде пре терцијарне периоде. Подбалканска област је трећа вулканска област, малог пространства. Представљена је низом базалтних купица који се пружа од Свиштова на Дунаву ка средњем Балкану, на дужини од око 40 километара. Оне су изнад раседа чији правац иде скоро управно на велику вулканску подбалканску пукотину која иде правцем од истока ка западу. Највиша вулканска купа не прелази висину од 110 метара, а све су мале по обиму. 
Подунавска област представља јужни део некадашњег Дакијског басена. Она се може поделити на два појаса: појас велике плоче (од кредних слојева) и појас дилувијалних наноса (лесног и др.). Први појас више-мање покривен је дилувијалним и терцијарним слојевима. Цела плоча нагиње ка Дунаву. Испод другог појаса, у коритима река и речица, испољени су слојеви терцијара. Они су стварани у неогеним морима и језерима. Велику површину захватају само у Видинском округу. И у североисточном делу Бугарске, пред Балканом, има више плоча истог геолошког састава.